# (21308) 1996 XG5
1996 أكس جي 5 (ويعرف أيضًا باسم (21308) 1996 أكس جي 5 وفق تسمية الكوكب الصغير) (بالإنجليزية: 1996 XG5)‏ هو كويكب ضمن حزام الكويكبات؛ وترتيبه 21308 من حيث الاكتشاف.
اكتُشف هذا الجُرم الفلكي بواسطة Plinio Antolini ‏ في 2 ديسمبر 1996.

## وصلات خارجية
- (21308) 1996 XG5 في قاعدة بيانات مختبر الدفع النفاث لأجرام النظام الشمسي الصغيرة

- الاكتشاف · مخطط المدار ·  العناصر المدارية · المعلمات المادية

- (21308) 1996 XG5 على موقع ويكي سكاي: DSS2, SDSS, GALEX, IRAS, Hydrogen α, X-Ray, Astrophoto, Sky Map, Articles and images